# 대한여자국민당
대한여자국민당(大韓女子國民黨)은 1945년 9월 18일에 결성된 여성 중심의 우익 정당이다. 국민당(國民黨)이라 불리었으며, 대한민국 최초의 여성당으로, 1945년 창당할 때에는 조선여자국민당이었으나 1948년 정부 수립 후 국호가 대한민국으로 확정되어 '대한여자국민당'으로 개명하였다. 임영신, 이은혜, 김선, 황현숙 등의 발기로 창당되었고 임영신이 1대, 2대 국회의원에 당선되면서 대한여자국민당은 일단 원내 진입에 성공했다.

## 개요
《남자만으로 이루어질 수 없는 민주사회 건설》,《근로자와 여성생활을 향상시키는 민주경제확립》,《민족문화향상으로 세계평화·인류평화 기여》 등을 강령으로 삼았다. 당수 임영신, 부당수 이은혜, 김선, 총무 박현숙 등이었고, 7개 집행부서를 두었다. 그러나 실제로는 여성 사업보다는 임영신의 정치성향에 따라 이승만 지지세력으로 활동했다. 1952년 5월 임영신이 부통령 선거에서 낙선된 후 당의 세력이 약화되었다. 당원의 이탈, 자유당의 압박 등으로 겨우 명목만 유지하던 중 1961년 5.16 군사정변 후 해체되었다.

## 같이 보기
- 임영신
- 이은혜
- 대한부인회
- 대한국민당 (1948년)